# Comuna Paleu, Bihor
Paleu (în maghiară Hegyközpályi) este o comună în județul Bihor, Crișana, România, formată din satele Paleu (reședința), Săldăbagiu de Munte și Uileacu de Munte.

## Demografie
Componența etnică a comunei Paleu
     Maghiari (50,81%)
     Români (40,61%)
     Alte etnii (0,64%)
     Necunoscută (7,94%)
Componența confesională a comunei Paleu
     Reformați (37,69%)
     Ortodocși (31,53%)
     Romano-catolici (11,45%)
     Baptiști (3,11%)
     Penticostali (2,23%)
     Greco-catolici (1,89%)
     Alte religii (2,71%)
     Necunoscută (9,4%)
Conform recensământului efectuat în 2021, populația comunei Paleu se ridică la 3.765 de locuitori, în creștere față de recensământul anterior din 2011, când fuseseră înregistrați 2.523 de locuitori. Majoritatea locuitorilor sunt maghiari (50,81%), cu o minoritate de români (40,61%), iar pentru 7,94% nu se cunoaște apartenența etnică. Din punct de vedere confesional, cei mai mulți locuitori sunt reformați (37,69%), cu minorități de ortodocși (31,53%), romano-catolici (11,45%), baptiști (3,11%), penticostali (2,23%) și greco-catolici (1,89%), iar pentru 9,4% nu se cunoaște apartenența confesională.

## Politică și administrație
Comuna Paleu este administrată de un primar și un consiliu local compus din 13 consilieri. Primarul, Ludovic Somogyi[*], de la Uniunea Democrată Maghiară din România, este în funcție din 2008. Începând cu alegerile locale din 2024, consiliul local are următoarea componență pe partide politice:
|  | Partid                                 | Consilieri | Componența Consiliului | Componența Consiliului | Componența Consiliului | Componența Consiliului | Componența Consiliului | Componența Consiliului |
|  | -------------------------------------- | ---------- | ---------------------- | ---------------------- | ---------------------- | ---------------------- | ---------------------- | ---------------------- |
|  | Uniunea Democrată Maghiară din România | 6          |                        |                        |                        |                        |                        |                        |
|  | Partidul Național Liberal              | 5          |                        |                        |                        |                        |                        |                        |
|  | Partidul Social Democrat               | 2          |                        |                        |                        |                        |                        |                        |

## Atracții turistice
- Rezervația naturală „Fâneața Valea Roșie” (4 ha)

## Personalități
- Lya Hubic (1911 - 2006), interpretă de operă, cetățean de onoare al orașului Cluj;
- Sandu Lungu (n. 1974), judoka, luptător de arte marțiale, kickboxer.